# Ardsley
Ardsley är en ort i unparished area Barnsley, i distriktet Barnsley, i grevskapet South Yorkshire, i England. Ardsley var en civil parish 1866–1921 när blev den en del av Barnsley. Civil parish hade 7 059 invånare år 1921. Ardsley var ett distrikt 1894–1921.